# John Monroe Van Vleck
John Monroe Van Vleck   (Stone Ridge, 4 de març de 1833 - Middletown, 4 de novembre de 1912) va ser un matemàtic i astrònom estatunidenc, professor de la Universitat Wesleyana (Connecticut). L'observatori astronòmic d'aquesta universitat porta el seu nom.

## Vida i Obra
Van Vleck, que havia treballat dos anys al Nautical Almanac Office de Cambridge (Massachusetts), va ser des de 1853 professor de matemàtiques de la Universitat Wesleyana (Connecticut), en la que ell mateix havia estudiat. Ell va ser un dels líders en atribuir un clar sentit de professionalitat i de missió als membres docents de la institució. Va ser rector de la universitat durant dos períodes: 1872-1873 i 1887-1889. Va ser professor en aquesta universitat fins que es va retirar el 1904 (més de 50 anys) i encara va continuar com a professor emèrit fins a l'any de la seva mort el 1912.
Va ser vicepresident de la Societat Americana de Matemàtiques des de 1904 i membre de l'Acadèmia d'Arts i Ciències de Connecticut.
Les seves obres més destacables són taules astronòmiques. Per aquest motiu, l'observatori de la universitat porta el seu nom per honorar-lo. Entre els seus deixebles destaca Henry Seely White.